# Gino Trematerra

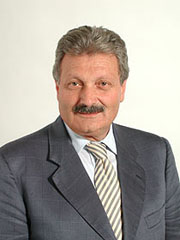
Gino Trematerra

Gino Trematerra (* 3. September 1940 in Cosenza) ist ein italienischer Politiker der UDC.
Nach dem Erwerb des Diploms zum Wirtschaftsprüfer war Trematerra beim INPS beschäftigt und war in den Aufsichtsräten vieler Gesellschaften vertreten. Bei der UDC hatte er mehrere Funktionen inne, darunter als Parteisekretär und Regionalbeauftragter in Kalabrien sowie als Verantwortlicher für Fragen der Auslandsitaliener. Von 2001 bis 2008 gehörte er dem Senat an, in dem er ebenfalls viele wichtige Funktionen innehatte. Ferner war er einige Jahre lang Mitglied des kalabrischen Regionalrates und dort auch Dezernent der Regionalregierung. Von 2010 bis 2012 war er Bürgermeister der Stadt Acri. Am 1. Dezember 2011 rückte er im Rahmen der Vergrößerung in das Europäische Parlament nach.

## EU-Parlamentarier
Trematerra ist in der Fraktion der Europäischen Volkspartei (Christdemokraten).
Er ist Stellvertretender Vorsitzender im Ausschuss für Binnenmarkt und Verbraucherschutz.
Mitglied ist er in der Delegation für die Beziehungen zum Palästinensischen Legislativrat.
Als Stellvertreter ist er im Ausschuss für bürgerliche Freiheiten, Justiz und Inneres und in der Delegation im Gemischten Parlamentarischen Ausschuss EU-Chile.